# Tem (královna)
| t · tm | m |

| t · tm | m |

Tem byla staroegyptská královna z 11. dynastie, manželka faraóna Mentuhotepa II. a matka Mentuhotepa III. Byla pohřbena v hrobce DBXI.15 v Dér el-Bahrí v zádušním komplexu jejího manžela.
Přežila svého manžela, byla pohřbena až za vlády svého syna. Je pravděpodobné, že byla prostějšího původu.